# Ernst Schäfer (Architekt)

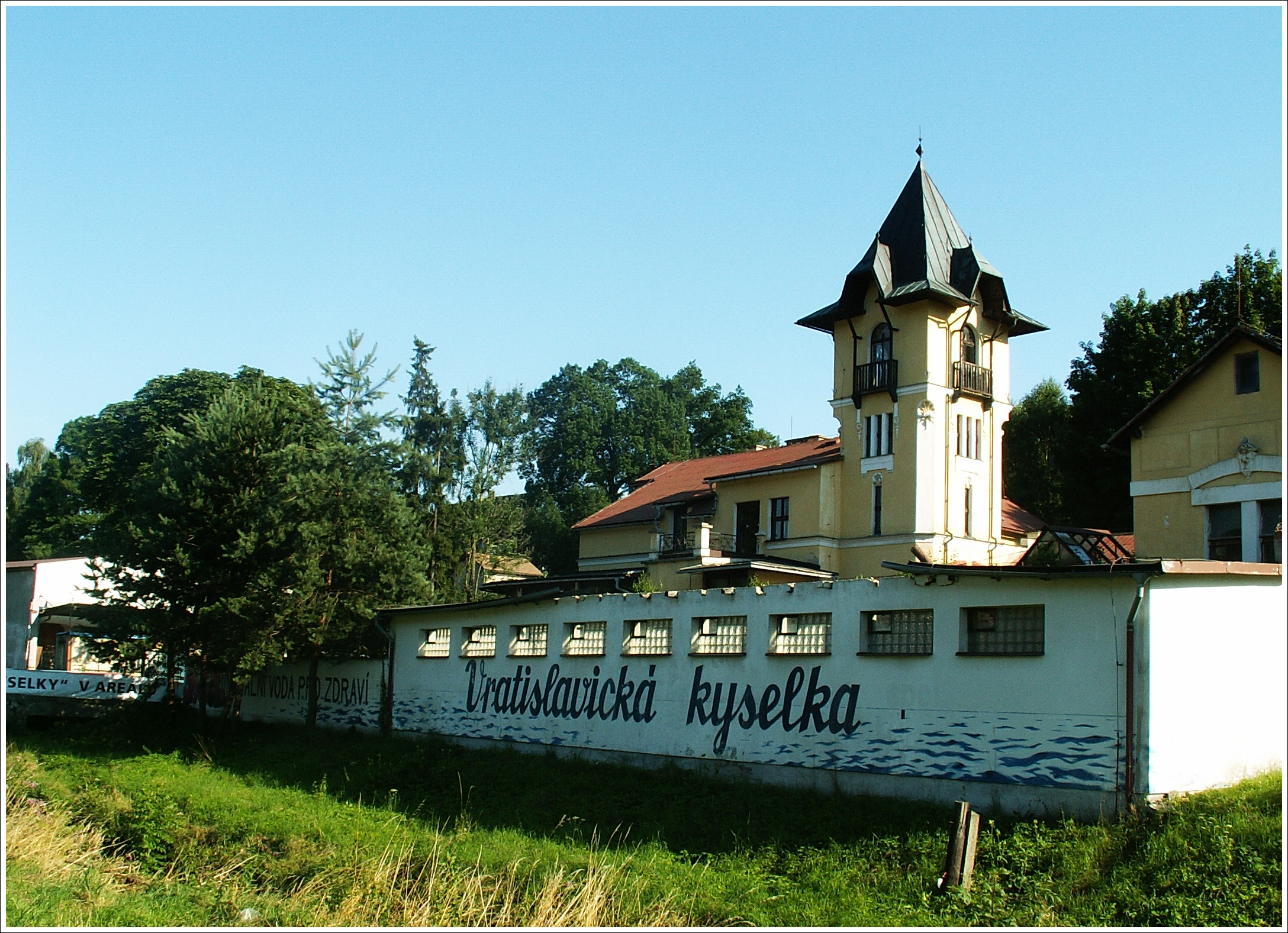
Ehem. Badehaus beim Maffersdorfer Sauerbrunnen (1894)

Ernst Schäfer (* 13. August 1862 in Maffersdorf; † nach 1936) war ein deutsch-böhmischer Architekt und Bauunternehmer in Reichenberg, dem späteren Liberec. Stilistisch gilt er als Architekt des Historismus, des Jugendstils und des Art déco.
Er studierte an der Staatsgewerbeschule Reichenberg (der späteren Střední průmyslová škola stavební Liberec – Sekundarschule für Bauwesen) und eröffnete 1890 ein eigenes Architekturbüro in Reichenberg. Hier gründete er auch die Gemeinnützige Baugesellschaft, mit der er 1894–1899 ein Villenviertel in Reichenberg baute. Bauten nach seinen Entwürfen entstanden auch in Jablonec nad Nisou, Náchod, Rumburk, Žatec und Ljubljana.

## Bauten
- 1894: Badehaus des Maffersdorfer Sauerbrunnens (Lázeňská budova Vratislavické kyselky) in Maffersdorf bei Reichenberg (Liberec-Vratislavice nad Nisou)[3]
- 1894–1899: Villenviertel der Gemeinnützigen Baugesellschaft am Kaiserhügel in Reichenberg (Liberec), ul. Gorkého, Mozartova, Dvořákova, Sukovo nám. (etwa 60 Häuser)[4]
- 1898: Ausflugsrestaurant auf der Tugemann-Höhe (Tugemannova výšina) in Ruppersdorf bei Reichenberg (Liberec-Ruprechtice), Elišky Krásnohorské 234/19
- 1900–1901: Villa für Karl Herzig Reichenberg (Liberec), Husova 725/40[5] (unter Denkmalschutz: ÚSKP-Nr. 11891/5-5591)[6]
- 1902: Villa Blaschka in Liebenau (Hodkovice nad Mohelkou, Okres Liberec) (1987 abgerissen)[7]
- 1902–1903: Schule in Neurode bei Reichenberg (Liberec-Nová Ruda), Sladovnická 309 (unter Denkmalschutz: ÚSKP-Nr. 43950/5-5234)[8]
- 1903: Gymnasium in Saaz (Žatec) (unter Denkmalschutz: ÚSKP-Nr. 12763/5-5545)[9]
- 1904: Villa Willi Klinger in Neustadt an der Tafelfichte – Nové Město pod Smrkem, 1924 abgebrannt und abgerissen[10]
- 1904: Bürgerschule in Reichenberg-Dörfel (Liberec-Vesec), Česká 354
- 1904: Haus Martha in Maffersdorf bei Reichenberg (Liberec-Vratislavice nad Nisou), U Sila 310
- 1905: zwei Villen als Ausstellungsobjekte der Gemeinnützigen Baugesellschaft auf der Deutschböhmischen Ausstellung 1906 in Reichenberg (Liberec), Klášterní 129/22 und 127/26[11]
- 1905–1907: Umbau des Rathauses in Böhmisch Aicha (Český Dub), nám. Bedřicha Smetany 1 (unter Denkmalschutz: ÚSKP-Nr. 46009/5-4198)[12]
- 1906: Kindergarten der Baumwollspinnerei Johann Liebieg & Co. in der Liebiegstadt in Reichenberg-Birgstein (Liberec-Perštýn), Klicperova 414/2
- 1906–1908: Wohnhaus in Maffersdorf bei Reichenberg (Liberec-Vratislavice nad Nisou), U Sila 321 (heute Altersheim)
- 1906–1907: Arbeiter-Wohnhaus der Baumwollspinnerei Johann Liebieg & Co. in der Liebiegstadt in Reichenberg-Birgstein (Liberec-Perštýn), Svatoplukova 415/15 (unter Denkmalschutz)[13]
- 1907–1908: Arbeiter-Wohnhäuser der Baumwollspinnerei Johann Liebieg & Co. in der Liebiegstadt in Reichenberg-Birgstein (Liberec-Perštýn), Gollova 419/9, 420/11 und 421/12
- 1907: Altes Berghotel auf dem Jeschken (Ještěd) (1963 abgebrannt)[14]
- 1908: Wohnhäuser für die Sparkasse Laibach (Ljubljana)
- 1908–1909: Gymnasium in Rumburg (Rumburk), Komenského 1130/10 (unter Denkmalschutz: ÚSKP-Nr. 24026/5-5035)[15]
- 1906–1912: Mitarbeit bei den Erweiterungsbauten der Villa von Theodor Liebieg jun. in Reichenberg (Liberec), Jablonecká 41/27[16]
- 1913–1914: Deutsches Haus in Laibach (Ljubljana) (unter Denkmalschutz: EŠD-Nr. 8809)
- 1911–1923: Siedlung Broumov in der Liebiegstadt in Reichenberg-Birgstein (Liberec-Perštýn), ul. Pod Branou, Andělčina, Klicperova, Příbramské (gemeinsam mit Jakob Schmeißner und Oskar Rössler)[17]
- 1923–1925: „Siedlung am Kranich“ (Sídliště Jeřáb) in Reichenberg (Liberec-Jeřáb), ul. Americká, Těšínská, Sušická, Arne Nováka (zweigeschossige Reihenhäuser, städtebaulich in der Art einer Gartenstadt)
- 1923: Wohnhaus in Reichenberg-Christianstadt (Liberec-Kristiánov), Blahoslavova 170/8
- 1927–1928: Institutsgebäude der Landesanstalt für die Förderung des Handels (Stavba budovy Ústavu pro zvelebování živností) in Reichenberg (Liberec), Čížkova 1034/3
- 1929: Wohn- und Geschäftshaus für Theodor Fritz und Anselm Freiberg in Reichenberg (Liberec), 5. Května 176/5[18]
- 1930–1932: Wohn- und Geschäftshaus (Doppelhaus) für Josef und Olga Lewith sowie Richard und Adel Lewith in Nachod (Náchod), Palackého 920 und 921[19]
- 1932: Villa für Jaroslav und Blanka Rosenbach in Reichenberg (Liberec), Bendlova 1132/17 (gemeinsam mit Berthold Schwarz und B. Pietsch)

## Galerie

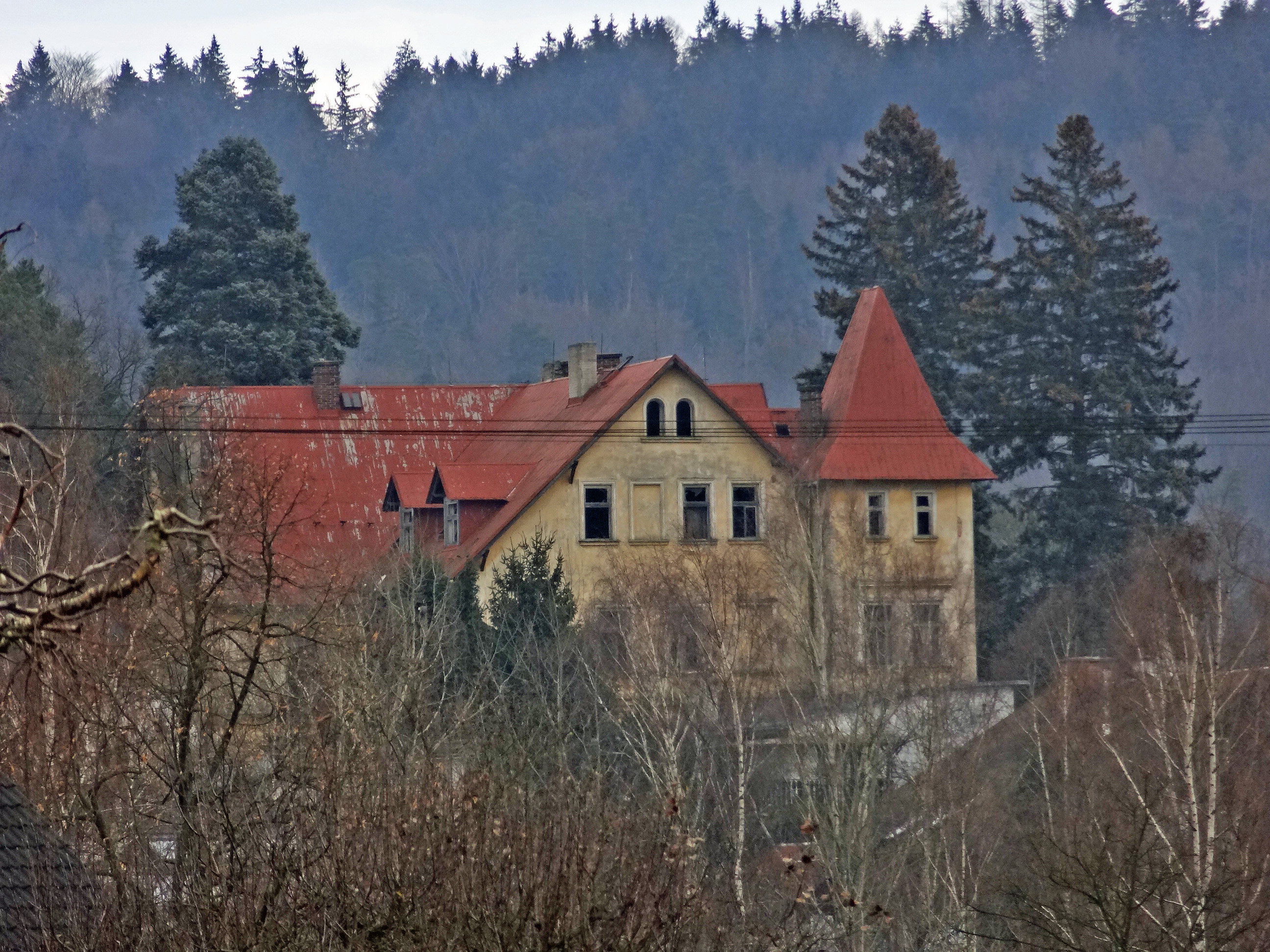
Ausflugsrestaurant auf der Tugemann-Höhe in Ruppersdorf
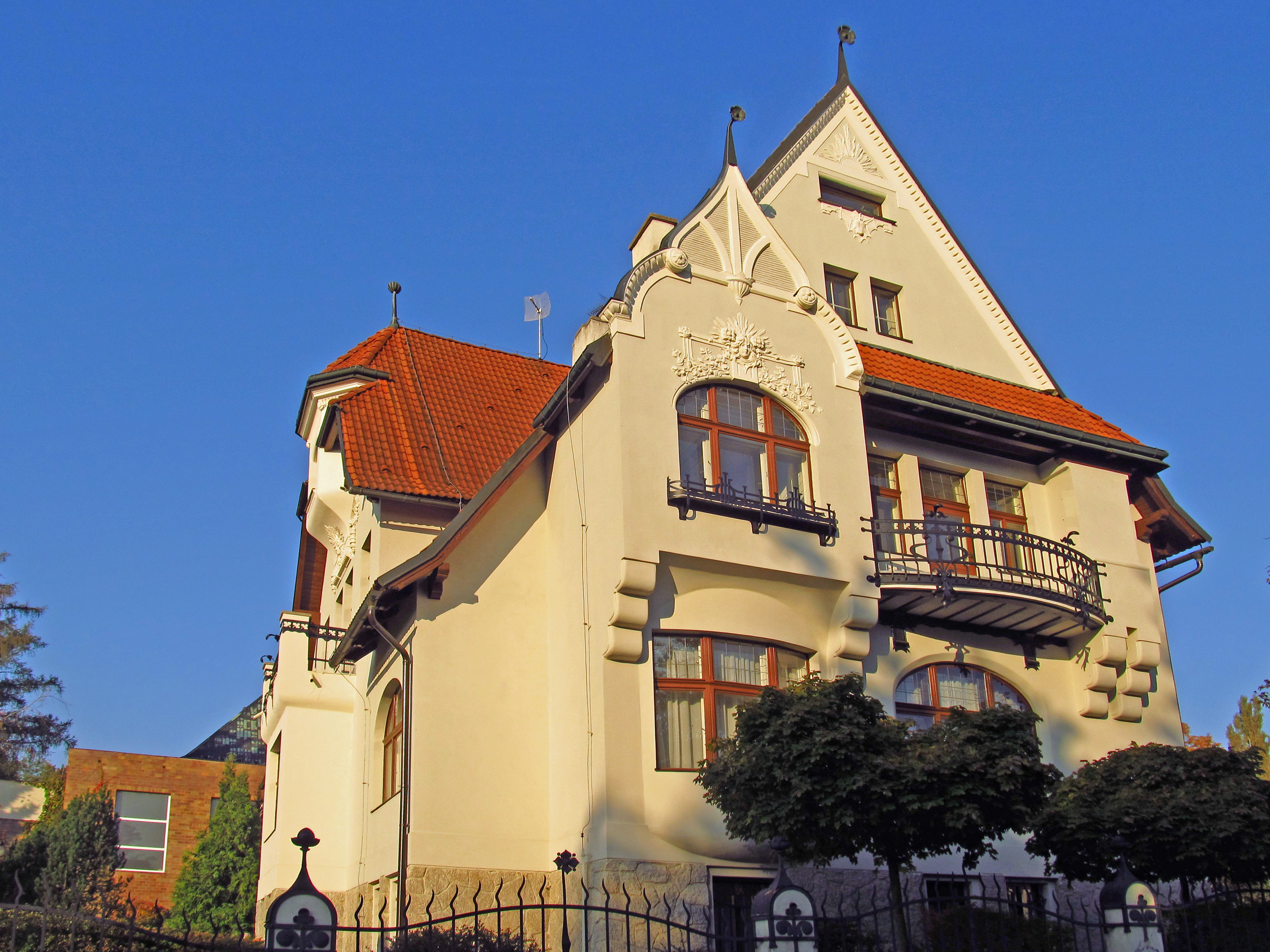
Villa Herzig in Reichenberg
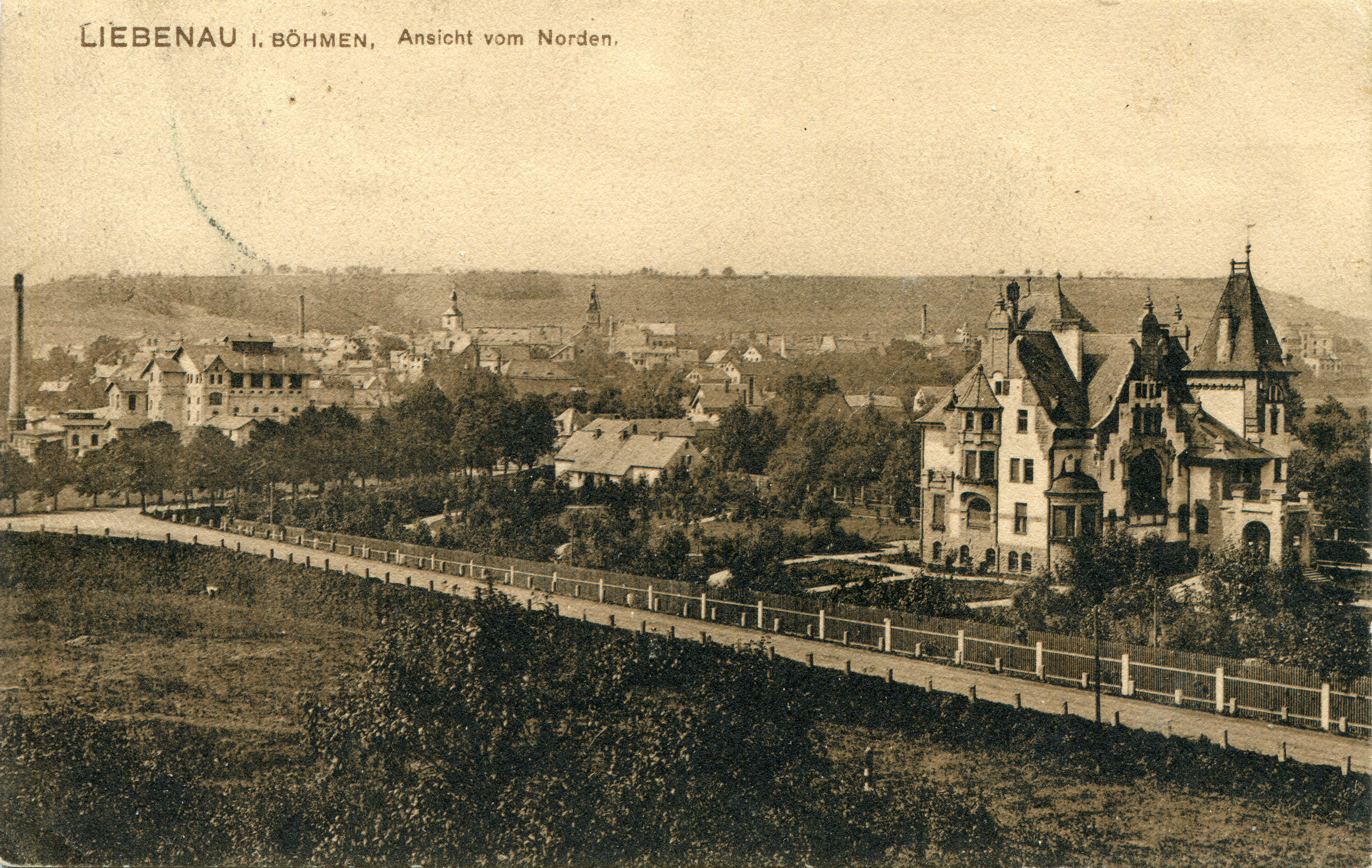
Villa Blaschka in Liebenau
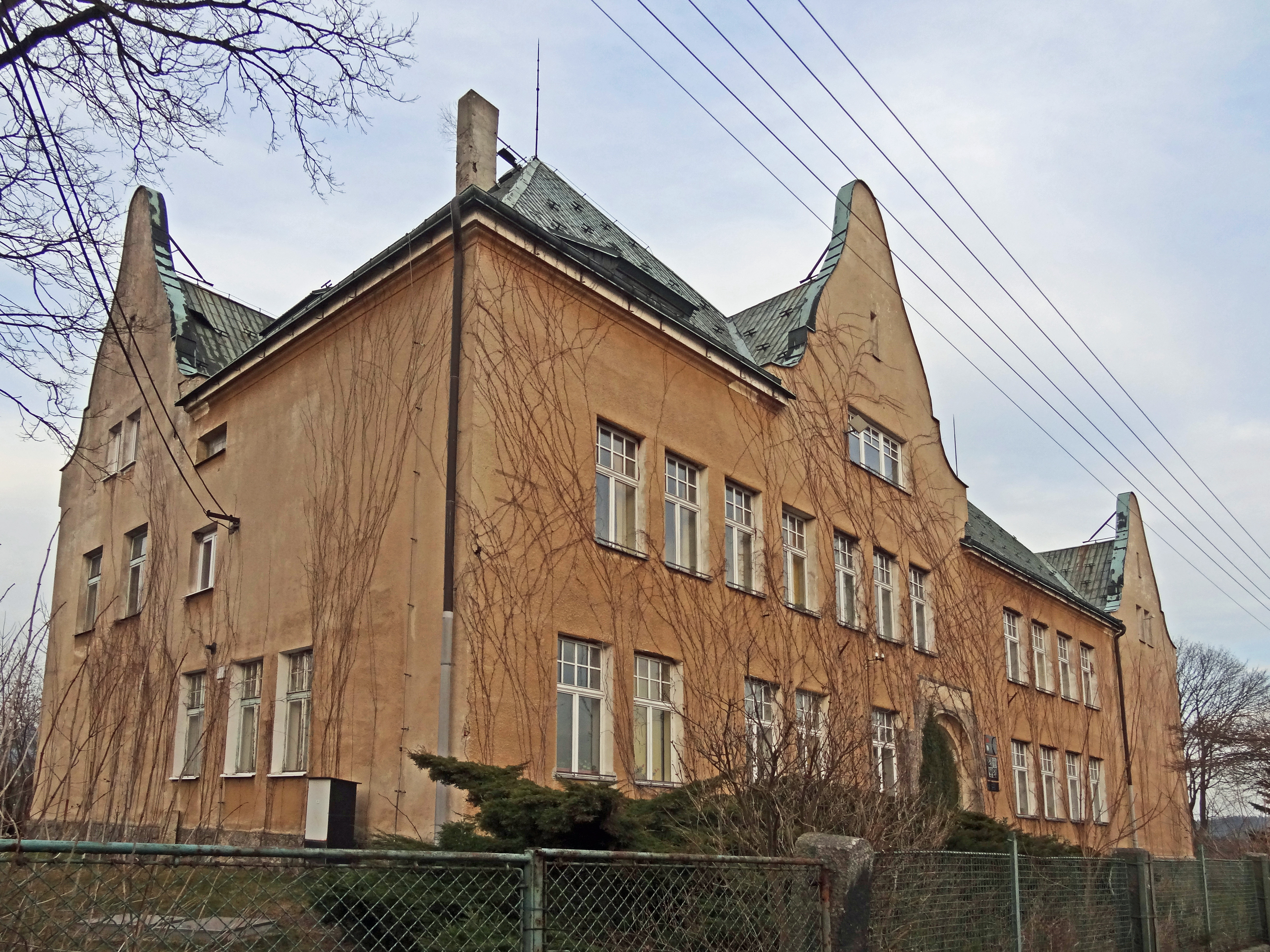
Schule in Maffersdorf-Neurode
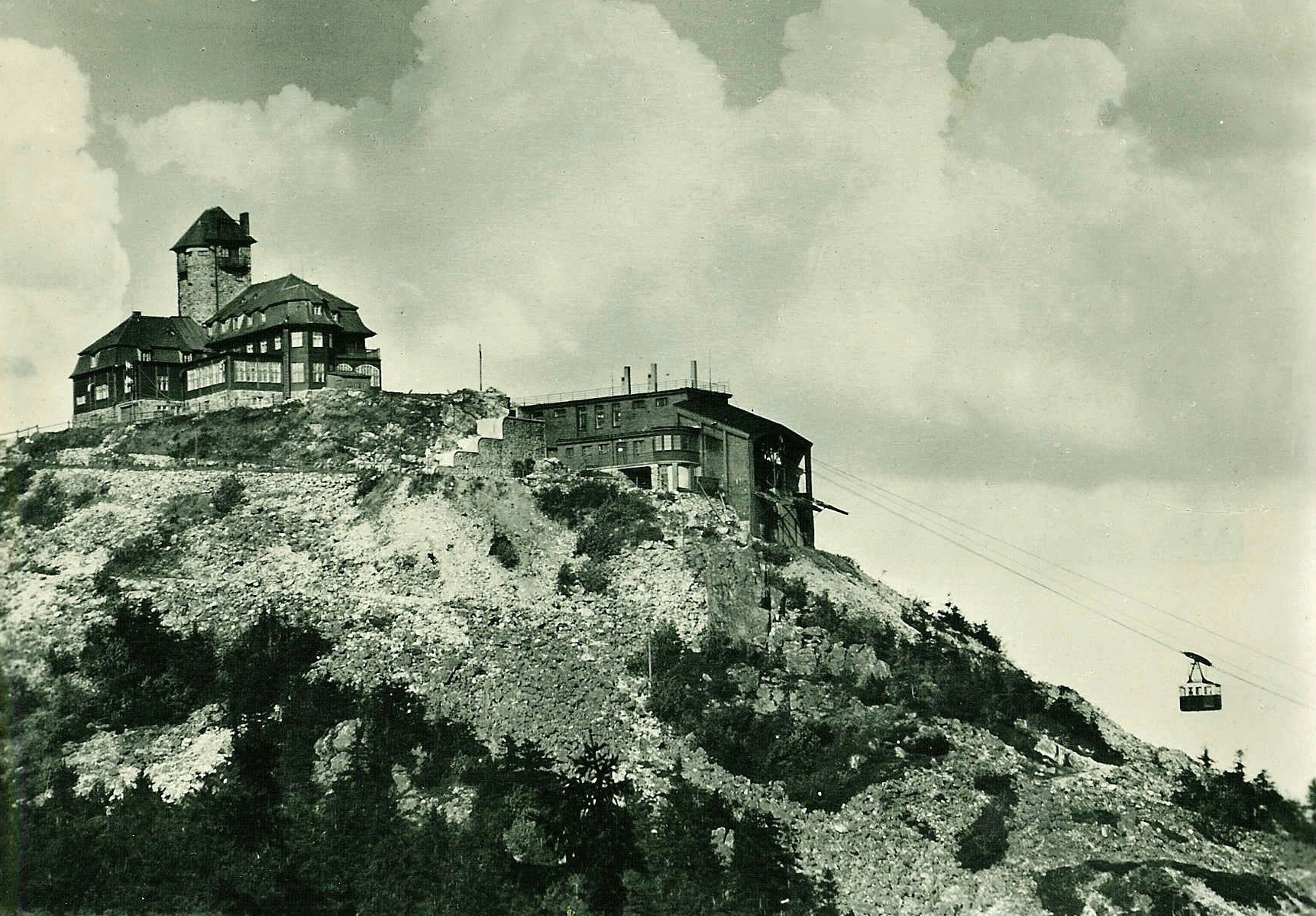
Altes Berghotel auf dem Jeschken (1907–1963)
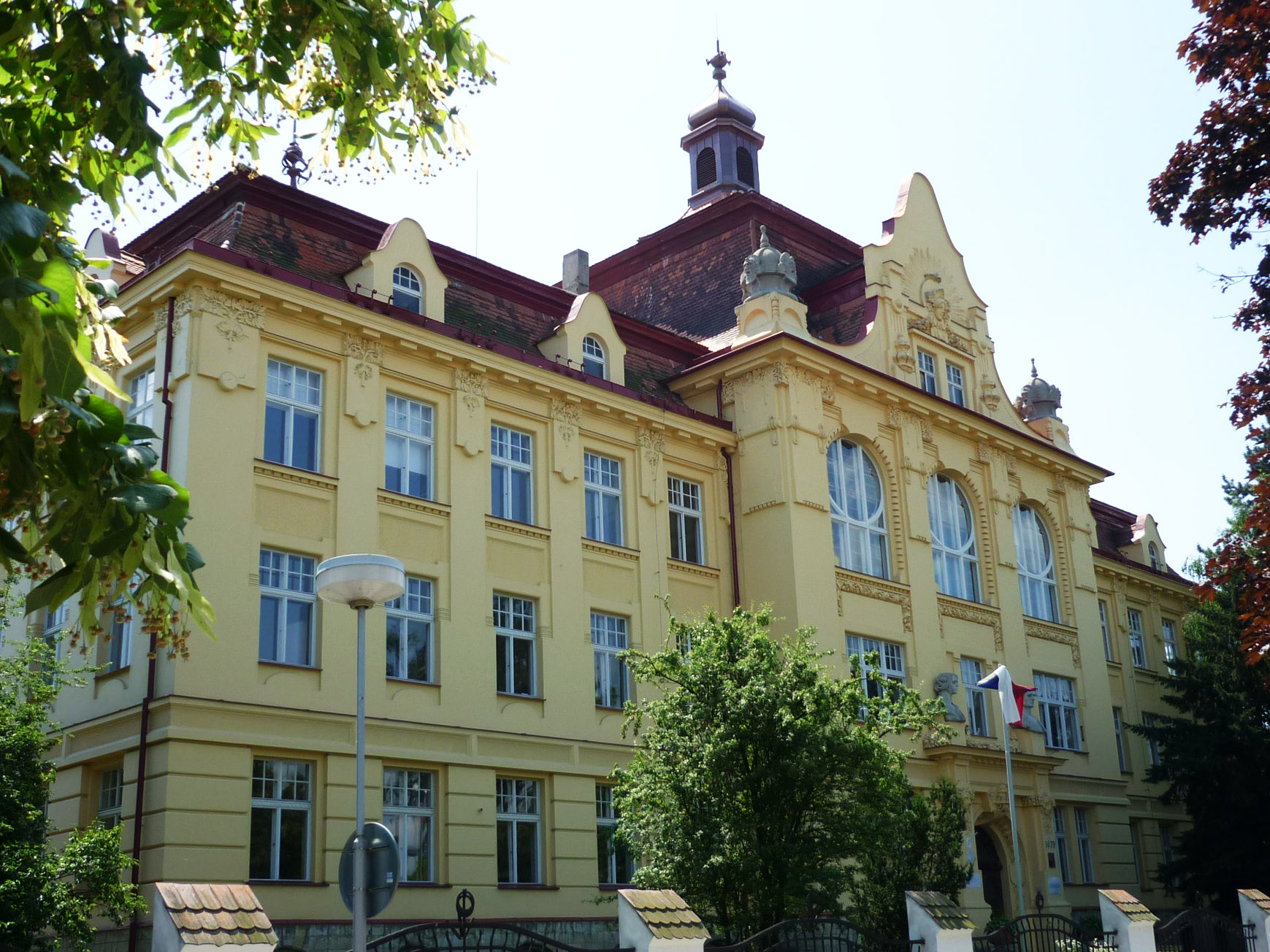
Gymnasium Saaz
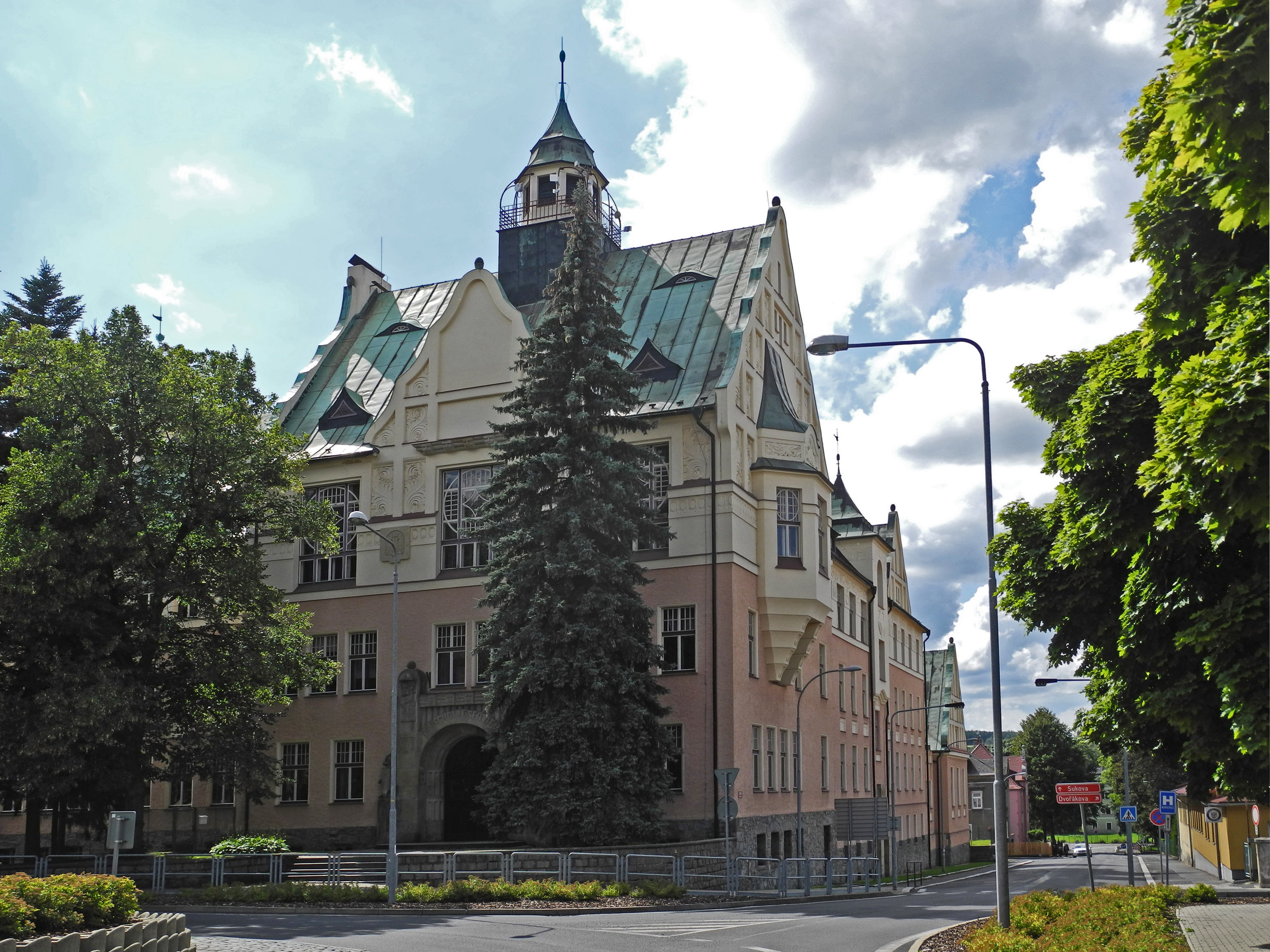
Gymnasium Rumburg
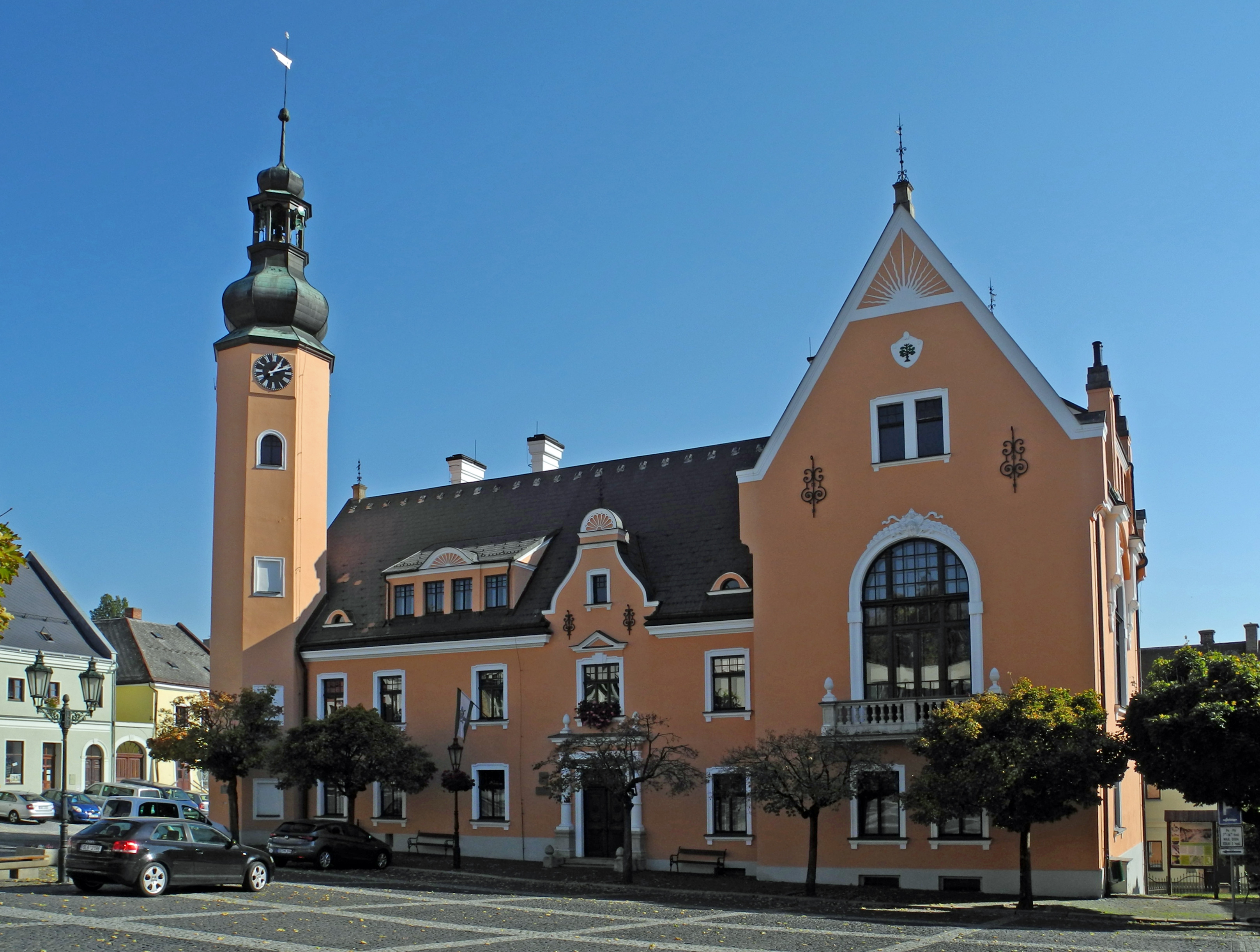
Rathaus Böhmisch Aicha
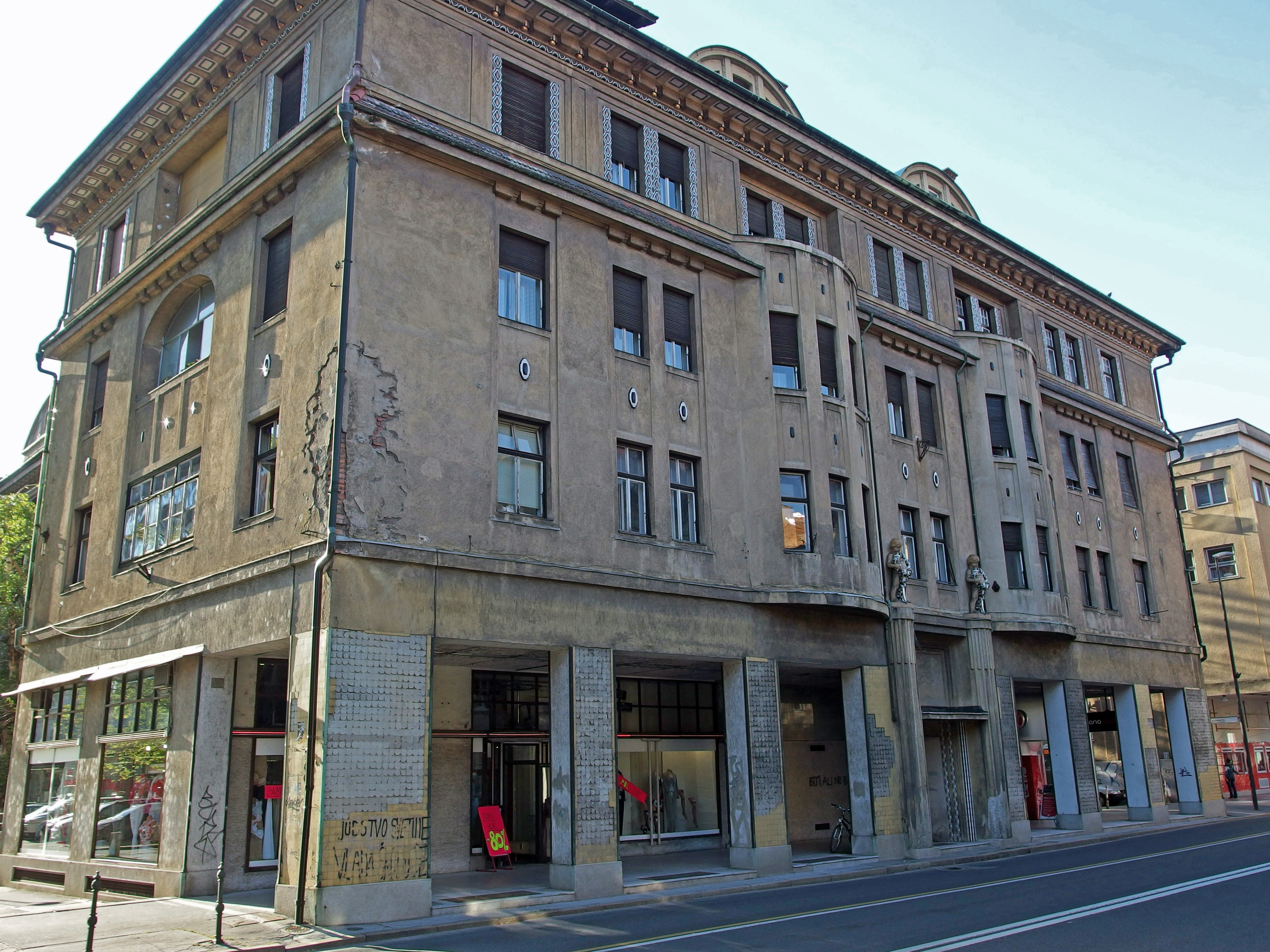
Ehem. Deutsches Haus in Ljubljana
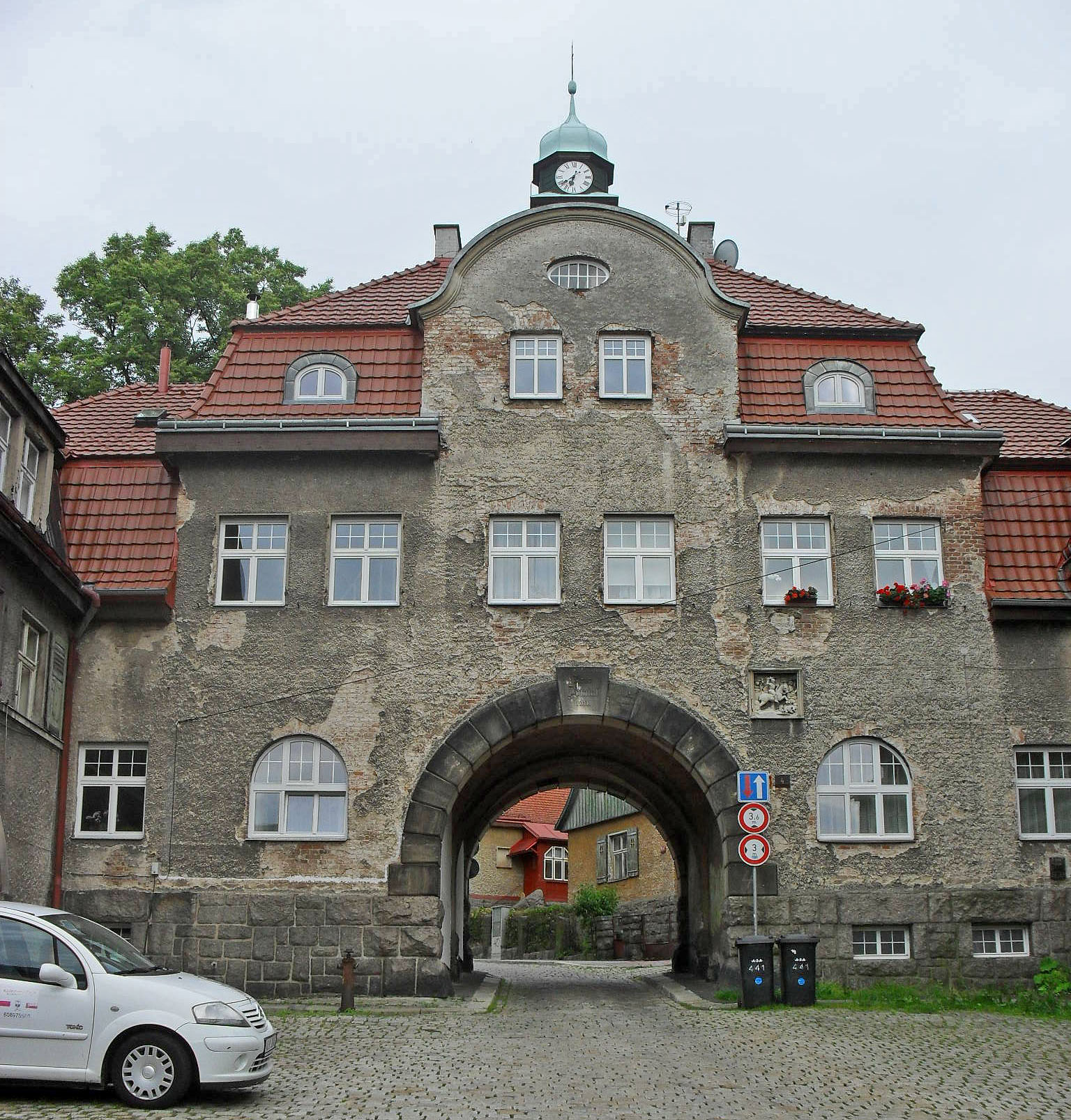
Liebiegstadt in Reichenberg-Birgstein (Liberec-Perštýn)
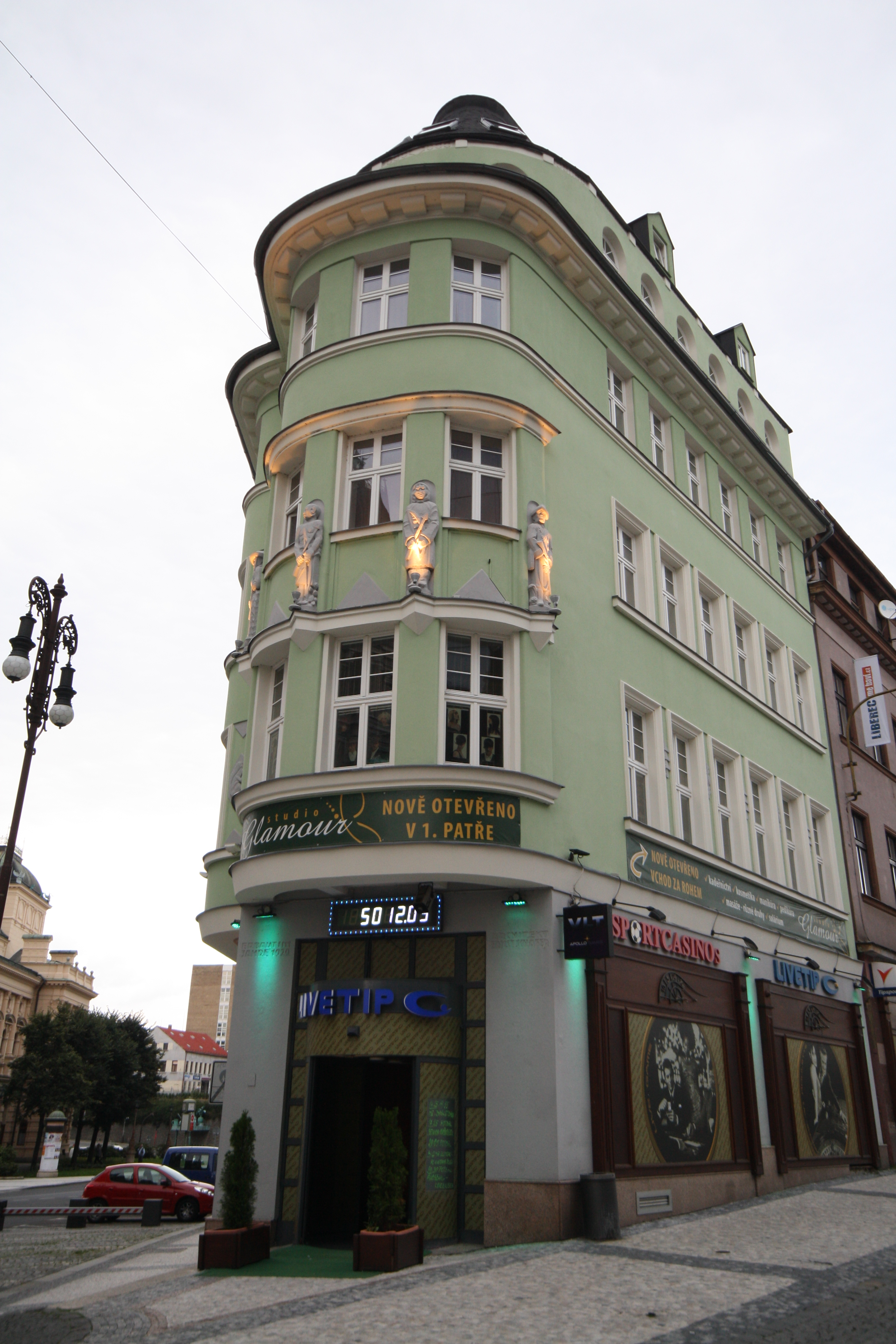
Wohn- und Geschäftshaus Fritz/Freiberg
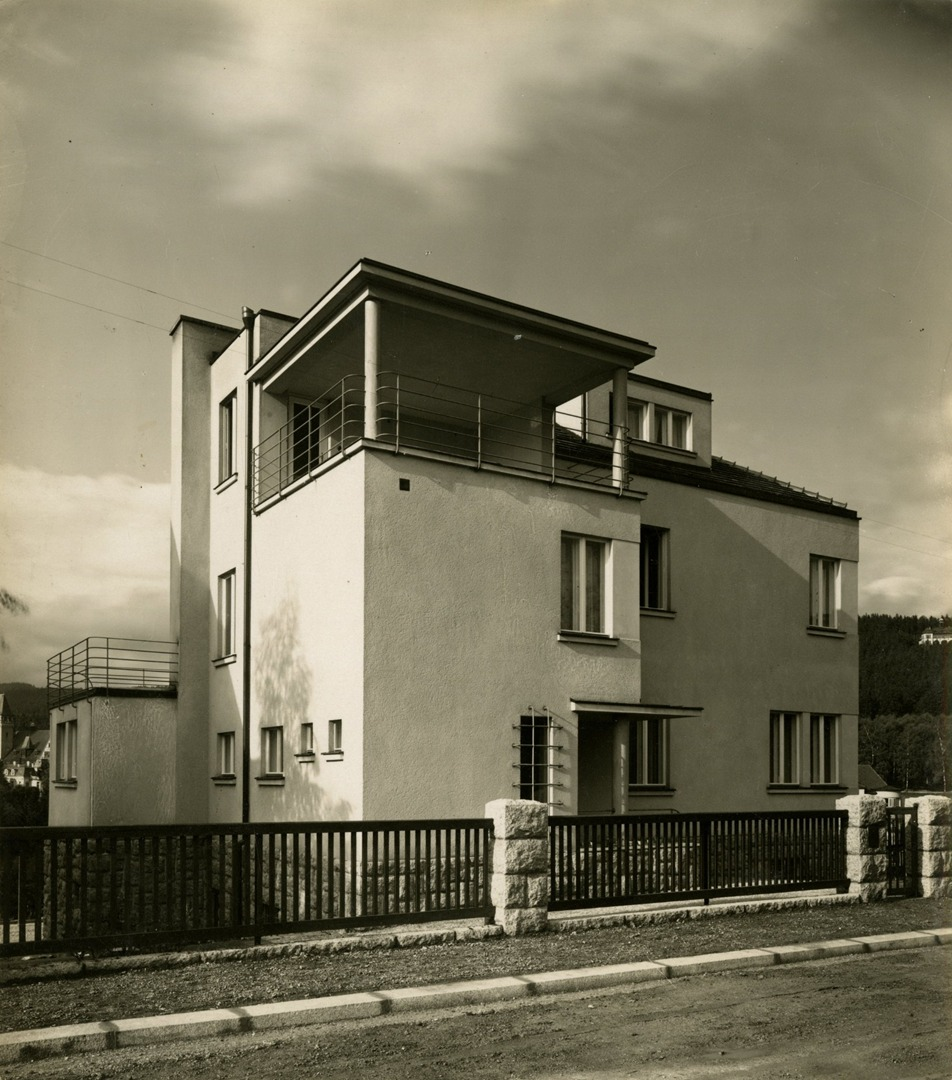
Villa Rosenbach in Reichenberg